# Austrofascismo

Simbolo del Fronte Patriottico, al centro una croce potenziata con i colori storici dell'Austria

Austrofascismo è un termine frequentemente utilizzato per descrivere la dittatura instaurata in Austria tra il 1934 e il 1938. Perno di questo sistema era il Fronte Patriottico (Vaterländische Front), partito politico di estrema destra (dotato anche di un'unità paramilitare, gli Heimwehr) da cui provenivano i leader Engelbert Dollfuss e Kurt Alois von Schuschnigg: inizialmente i due facevano parte del Partito Cristiano-Sociale, ma questo movimento sarebbe stato ben presto fagocitato dal partito unico.

## Origini
Le origini dell'austrofascismo vengono fatte risalire al "giuramento di Korneuburg", una dichiarazione fatta dall'apparato paramilitare dei cristiano-sociali il 18 maggio del 1930, in cui venivano condannate "la lotta di classe marxista" e le "riforme liberal-capitaliste" mentre anche il sistema multipartitico e parlamentare dell'Occidente veniva stigmatizzato.
Il giuramento era diretto soprattutto all'opposizione socialdemocratica e al suo programma di Linz del 1926. Esso non era condiviso soltanto dagli Heimwehr: ormai una buona fetta dell'elettorato cristiano-sociale vedeva di buon occhio l'instaurazione in Austria di un regime fascista.
Ideologicamente, quindi, l'austrofascismo appare come una combinazione del fascismo italiano (così come Giovanni Gentile lo aveva esposto nell'enciclopedia Treccani) e del cattolicesimo conservatore austriaco.

## Evoluzione
In Austria si era andato sviluppando a cavallo fra gli anni Venti e Trenta il Fronte Patriottico, fondato da Engelbert Dollfuss, che salì al potere nel 1932; tra il 1933 e il 1934 sciolse il Parlamento (Consiglio Nazionale) e gli altri partiti e ne fece arrestare i deputati, instaurando un regime autoritario che ebbe però breve durata. Dollfuss inaugurò, in quegli anni, una politica apertamente nazionalista e filofascista contraria all'Anschluss: anzi, per proteggere il suo paese dalle mire annessionistiche del Terzo Reich, il cancelliere austriaco stipulò con l'Italia fascista un patto di alleanza.
Nel 1934 Engelbert Dollfuss fu ucciso durante un tentativo di colpo di Stato da parte di nazisti austriaci. La ferma reazione italiana impedì ad Hitler di incorporare l'Austria alla Germania nazista. La politica di Dollfuss fu portata avanti ancora dal suo collaboratore Kurt von Schuschnigg fino all'annessione (Anschluss, 1938) dell'Austria al Terzo Reich. Tale annessione fu resa in gran parte possibile dall'acquiescenza di Mussolini, legatosi nel frattempo ad Hitler ed alla sua politica a causa degli eventi seguiti alla Guerra d'Etiopia, e dall'inazione delle altre potenze europee (Gran Bretagna, Francia e Unione Sovietica).